# Harald Blüchel
Harald Blüchel (Neurenberg, 19 februari 1963) is een Duitse elektronische muzikant die vooral bekend is onder de artiestennaam Cosmic Baby. Blüchel is ook bekend om zijn deelname aan danceacts als Energy 52 met Kid Paul (alias Paul Schmitz-Moormann) en The Visions of Shiva met Paul van Dyk.

## Biografie
Blüchel werd geboren in Neurenberg, Duitsland. Op de leeftijd van zes jaar begon hij met lessen in klassieke piano. Een jaar later ging hij studeren aan de Hochschule für Musik Nürnberg. Al vroeg behoorden Béla Bartók en Igor Stravinsky tot zijn favoriete componisten. In 1976 ontdekte hij elektronische muziek en kreeg hij interesse in het bespelen van de synthesizer. Destijds luisterde hij naar bands als Kraftwerk en Tangerine Dream. Blüchel zette zijn muzikale studies voort. In 1986 verhuisde hij naar West-Berlijn en begon hij bij de Technische Universiteit Berlijn aan een studie geluidstechniek, en bij de Universiteit voor de Kunsten Berlijn aan een studie componeren. In Berlijn ontmoette hij al snel dj en producer Kid Paul. In 1988 begon hij met het produceren van techno en house.
In 1991 verscheen Blüchel voor het eerst als Cosmic Baby bij live-optredens. Dat jaar tekende hij een contract bij het label MFS, waar hij in 1992 zijn eerste album Stellar Supreme op uitbracht. In 1992 ging hij ook een samenwerking aan met Paul van Dyk voor het project The Visions of Shiva onder welke naam twee ep's uitkwamen, Perfect Day (1992) en How Much Can You Take? (1993). Later gingen de twee hun eigen weg. Eind 1993 ging Blüchel weg bij MFS en tekende hij een contract bij Logic Records, een label van BMG.
Aan het begin van de jaren 90 vormden Blüchel en Kid Paul samen Energy 52. In 1993 bracht Energy 52 de single Café del Mar uit. Dit nummer wordt beschouwd als een klassieker binnen de trancemuziek en is een van de meest geremixte nummers binnen de elektronische muziek. In 1994 bracht Blüchel de single Loops of Infinity uit. Deze bleef drie maanden lang in de top 30 van de Duitse hitlijsten staan. In april 1994 bracht Blüchel zijn tweede album uit, Thinking About Myself. Hij verzorgde later ook de soundtrack voor Futura, een dansvoorstelling. Deze soundtrack bevat materiaal van Thinking About Myself en werd uitgebracht onder de naam Cosmic Inc. in 1995. Een andere soundtrack, Musik zu Andorra, voor het toneelstuk Andorra van Max Frisch, verscheen in 1997. Blüchel besloot zelf muziek te gaan uitbrengen en in 1994 richtte hij Cosmic Enterprises op, waarna hij zijn eigen label Time Out of Mind Records oprichtte in 1995. Het derde album Fourteen Pieces werd uitgebracht in 1996, het vierde album Heaven volgde in 1999. Gedurende de late jaren 90 trad Blüchel op als dj in de Verenigde Staten, in Mexico en op andere plekken over de wereld.
Blüchel begon later een samenwerking met Christopher von Deylen (van Schiller). In 2004 bracht het duo als Blüchel & Von Deylen twee albums uit: Bi Polar en Mare Stellaris. Hierna ging Blüchel albums uitbrengen onder zijn echte naam, meer ambient-achtig, minimalistisch en experimenteel dan zijn werken als Cosmic Baby. De albums die in de volgende jaren verschenen, maakten deel uit van de "Zauberberg"-trilogie. Ondertussen maakte Blüchel ook een comeback als Cosmic Baby met de release van het album Industrie und Melodie aan het einde van 2006.

## Discografie
Als Cosmic Baby
- Stellar Supreme (1992)
- Thinking About Myself (1994)
- Fourteen Pieces – Selected Works 1995 (1996)
- Heaven (1999)
- Industrie und Melodie (2006)
- Works 1996.1 – Somnambul (2007) – enkel verschenen op download- en streamingplatforms
- Works 1996.2 – Hundeherz (2007) – enkel verschenen op download- en streamingplatforms

Als Harald Blüchel
- Die Toteninsel (Zauberberg-Trilogie Teil 1) (2006)
- Caged (Zauberberg-Trilogie Teil 2) (2007)
- Electric Chamber Music (Zauberberg-Trilogie Teil 3) (2009)
- No Ordinary Moments (2020)